# Романченко Андрій Дмитрович
Андрі́й Дми́трович Рома́нченко (нар. 17 жовтня 1970, Полтава) — український художник театру.

## Життєпис
Народився 17 жовтня 1970 року в місті Полтаві. Протягом 1989–1992 років навчався у Харківському державному художньому училищі з спеціальністю «Художник-декоратор». Був учнем Григорія Батія. У 1992—1998 роках працював художником-декоратором та художником-гримером у Харківському державному академічному театрі опери та балету імені Миколи Лисенка. У 1998–2006 роках продовжив навчання у Національній академії образотворчого мистецтва та архітектури (кваліфікація — «Художник театру»).
У 2005–2008 роках — головний художник у Київському муніципальному театрі «Київська мала опера»; з 2009 року — художник-постановник Донецького обласного академічного українського музично-драматичного театру; з 2014 року — головний художник Київського національного академічного театру оперети; з 2020 року — головний художник Національного академічного українського драматичного театру імені Марії Заньковецької; з 2023 року - головний художник Луганського обласного академічного українського музично-драматичного театру; з 2024 року - головний художник Сумського національного академічного театру драми та музичної комедії ім. М. Щепкіна.

## Вибрані постановки
Починаючи з 1989 року здійснив низку постановок як художник-постановник у співпраці з різними режисерами, зокрема:
- 1989 — «Святий і грішний» В.Варфоломеєва, кафедра оперної та вокальної підготовки Харківського інституту мистецтв ім. .І. П. Котляревського, реж. В. Романчук
- 1990 — «Червоний куток» («Ми») М. Розовського, Театр «Катарсис» (м. Харків), реж. В. Романчук
- 1991 — «Опера про кішку, кашку і молочко» С. Баневича, Харківський ліцей мистецтв, реж. В. Романчук
- 1992 — «Франческа да Ріміні» C. Рахманінова, оперна студія Харківського інституту мистецтв ім. І. П. Котляревського, реж. В. Романчук
- 1993 — «Служниця-пані» Ж.-Б. Перголезі, «Очікування» М. Таривердієв, Приватний камерний театр «Аморе» (м. Харків), реж. В. Ривіна
- 1994 — опера «Терем-теремок» І.Польських, Харківський державний академічний театр опери та балету ім. М. В. Лисенка, реж. І. Черничко
- 1995 — опера «Царська наречена» М. Римського-Корсакова, оперна студія Харківського інституту мистецтв ім. І. П. Котляревського, реж. в. о. доцента І. Ривіна
- 1996 — «Трагедія російського П'єро» М.Коваленко, Театр Марії Коваленко (м. Харків), реж. М. Коваленко
- 1997 — «Про Федота стрельца, удалого молодца!» Л. Філатова, Театр Марії Коваленко (м. Харків), реж. М. Коваленко
- 1999 — «Моцарт і Сальєрі» М. Римський-Корсаков, Національна філармонія України, реж. нар. артист України В. Лукашев
- 2001 — «Їж мене» Е.Сверлінг, Київський муніципальний театр «Колесо», реж. М. Богданов
- 2004 — «Старший син» О. Вампілова, Київський академічний молодий театр, реж. Є. Курман
- 2005 — «Качине полювання» Л.Вампілова, Тернопільський академічний обласний драматичний театр ім. Т. Г. Шевченка, реж. Є. Курман
- 2006 — «Маруся Чурай» Л.Костенко, Івано-Франківський академічний обласний музично-драматичний театр ім. Івана Франка, реж. Є. Курман
- 2007 — «Королівський експромт» за Ж. Б. Мольєра «Міщанин-шляхтич», Одеський академічний український музично-драматичний театр ім. В.Василька, реж. Є.Курман
- 2008 — «Задунаєць за порогом» С.Гулака-Артемовського, театральна компанія «Бенюк і Хостікоєв» (м. Київ), реж. нар. артист Укр. А. Хостікоєв
- 2008 — «Непорозуміння» А.Камю, Київський муніципальний театр «Вільна сцена», реж. Є. Курман
- 2009 — «Наречена ранкової зорі» за А.Касона «Ранкова фея», Донецький національний академічний український музично-драматичний театр, реж. Є. Курман
- 2010 — «Хоровод» А.Шніцлер, Донецький національний академічний український музично-драматичний театр, реж. Є. Курман
- 2011 — мюзикл «Леонардо. Любов, якої не було» К.Брейтбурга, Є.Муравйова, Донецький національний академічний український музично-драматичний театр, реж. Є. Курман
- 2011 — «Люкс для іноземців» Д.Фрімана, Театральна компанія «Бенюк і Хостікоєв» (м. Київ), реж. нар. артист Укр. А. Хостікоєв
- 2012 — «Фредерік, або Бульвар Злочину» Е.-Е. Шмітта, Донецький національний академічний український музично-драматичний театр, реж. Є. Курман та засл. діяч мистецтв Укр. О. Кравчук
- 2012 — «Тьотя Мотя прієхала…» за М. Кулішем «Мина Мазайло», Донецький національний академічний український музично-драматичний театр, реж. І. Матіїв
- 2013 — мюзикл «Три мушкетери» М. Розовського, Ю. Ряшенцева, М. Дунаєвського, Донецький національний академічний український музично-драматичний театр, реж. В. Маслій
- 2013 — «Паніка» М. Мімоахо, Донецький Національний Академічний Український Музично-Драматичний Театр
- 2013 — «Помри, та я одружусь» («Філумена Мортурано») Є. де Філіпо, Донецький Національний Академічний Український Музично-Драматичний Театр
- 2013 — «Благочестива Марта» Т. де Моліна, Учбовий театр театрального університету ім. Карпенко-Карого
- 2013 — «Земля» О.Кобилянська, Чернівецький Академічний Український Музично-Драматичний Театр
- 2013 — «Сліпий» Т. Шеченко, Донецький Національний Академічний Український Музично-Драматичний Театр
- 2014 — «Пастка» Робер Тома, Донецький Національний Академічний Український Музично-Драматичний Театр
- 2014 —  «Вечір мюзіклу», Київський національний академічний театр оперети
- 2015 — «Sugar, або у джазі тільки дівчата», Київський національний академічний театр оперети
- 2015 — «Юліан Цезаревич» О.Кобилянська, Чернівецький музично-драматичний театр імені Ольги Кобилянської
- 2016 — «Зона» П. Ар’є, Дніпровський академічний музично-драматичний театр ім. Т. Шевченка
- 2017 — «За двума зайцями» М. Старицький, Івано-Франківський національний академічний український музично-драматичний театр ім. І. Франка
- 2019 — «За двума зайцями» М. Старицький, Київський академічний театр на Подолі
- 2021 — «Віват Бушон», Ж. Даль, Ж. Сіблерайс, Національний академічний український драматичний театр ім. М. Заньковецької
- 2021 — «Кассандра» Л. Українка, Національний академічний український драматичний театр ім. М. Заньковецької
- 2022 — «Львівське танго» А.Бондаренко, Національний академічний український драматичний театр ім. М. Заньковецької
- 2022 — «П’ять пісень Полісся» Л. Тимошенко, Національний академічний український драматичний театр ім. М. Заньковецької
- 2023 — «Дами і гусари» О. Фредро, Національний академічний український драматичний театр ім. М. Заньковецької
- 2023 — «Шахрайки» Н. Уварова, Національний академічний український драматичний театр ім. М. Заньковецької
- 2023 — «Люкс для іноземців» М. Фрімен, Національний академічний український драматичний театр ім. І. Франка
- 2023 — «Хазяїн» І. Карпенко-Карий, Сумський національний академічний театр драми та музичної комедії ім. М. Щепкіна
- 2024 — «Сон» Т. Шевченко, Сумський національний академічний театр драми та музичної комедії ім. М. Щепкіна
- 2024 — «Стріп-покер» Ж. Мартінес, Дніпровський академічний театр драми та комедії
- 2024 — «Аліса в дивокраї» Л. Керол, Сумський національний академічний театр драми та музичної комедії ім. М. Щепкіна
- 2024 — «Ножиці» П. Портнер, Луганський обласний академічний український музично-драматичний театр
- 2025 — «Тіні забутих предків» М. Коцюбинський, Сумський національний академічний театр драми та музичної комедії  ім. М. Щепкіна
- 2025 — «Багато галасу з нічого» В. Шекспір, Луганський обласний академічний український музично-драматичний театр
- 2025 — «Емігранти», С. Мрожек, Луганський обласний академічний український музично-драматичний театр

## Нагороди
- 2005 — диплом «За найкращу сценографію» Всеукраїнського фестивалю «Тернопільські театральні вечори-2005. Дебют» за виставу «Качине полювання» О. Вампілова Тернопільського академічного обласного драматичного театру ім. Т. Г. Шевченка,
- 2009 — Диплом-номінація «За найкращу музичну виставу» фестивалю «Київська пектораль» за виставу «Задунаєць за порогом» С.Гулака-Артемовського Театральної компанії «Бенюк і Хостікоєв» (м. Київ)
- 2009 — Диплом-номінація «За найкращу камерну виставу» фестивалю «Київська пектораль» за виставу «Непорозуміння» А.Камю Київського муніципального театру «Вільна сцена»
- 2013 — Приз XV Міжнародного театрального фестивалю «Мельпомена Таврії» за сценографію до вистави «Тьотя Мотя прієхала…» Донецький національний академічний український музично-драматичний театр, реж. І.Матієв.
- 2014 — Премія Національної спілки театральних діячів України ім. Федора Нірода

## Участь у виставках
- 1994 — Осіння молодіжна виставка Молодіжного об'єднання Харківської організації Спілки художників України, м. Харків, Будинок художників
- 1997 — виставка театрального костюму, галерея «Маестро», м. Харків
- 1998 — виставка, присвячена 60-річчю Харківської організації Спілки художників України, м. Харків, Будинок художників
- 2001 — Всеукраїнська різдвяна виставка, м. Харків, Будинок художників
- 2001 — виставка в рамках Всеукраїнського форуму національних культур «Всі ми діти твої, Україно!», м. Київ
- 2007 — виставка однієї вистави «Сценографічне рішення „Марусі Чурай“ Л.Костенко», Національний центр театрального мистецтва ім. Леся Курбаса, м. Київ
- 2010 — виставка сценографії, Київська національна картинна галерея
- 2012 — концептуальне вирішення виставки «Борис Косарев», Національний музей театрального, музичного та кіномистецтва України
- 2013 — Трієнале сценографії, Київська національна картинна галерея
- 2014 — персональна виставка «Театр на валізах» у Державному музеї театрального, музичного та кіномистецтва України.